# Iskolaszövetkezet
Az iskolaszövetkezet olyan speciális szabályok alapján működő gazdálkodó szervezet, amely nappali tagozatos diákok részvételével működik, és számukra az időbeosztásukhoz igazodó munkalehetőségek felkutatásával és lebonyolításával foglalkozik.

## Fogalma
„Az iskolaszövetkezet (…) középfokú  iskolával, kollégiummal, alapfokú művészeti iskolával tanulói jogviszonyban álló tanulók,(…) felsőoktatási intézménnyel hallgatói jogviszonyban álló hallgatók számára lehetőséget biztosít a munkavégzési feltételek megteremtésére, valamint gyakorlati képzésük elősegítésére.” (2006 évi X. törvény a szövetkezetekről, 7. §) A diákszövetkezet tagjai minimum 90%-ban nappali tagozatos diákok és alapító tagja egy oktatási intézmény. Feladata, hogy tagjai gazdasági és oktatási szükségleteinek kielégítését segítse. Ennek úgy tesz eleget, hogy pénzkereseti és tapasztalatszerzési lehetőségeket nyújtó munkalehetőségeket kutat fel középiskolában és felsőoktatásban tanuló tagjai számára.

## Alapítása
Szövetkezetet hét fő alapíthat. Az iskolaszövetkezet alapításához egy oktatási intézmény alapító tagságára is szükség van.

## Szervei
Legfőbb szerve a Közgyűlés, amelyet legalább évente össze kell hívni, és amelyen minden tag azonos szavazati joggal részt vehet. Két közgyűlés között az iskolaszövetkezetet a legalább háromtagú Igazgatóság irányítja, élén az elnökkel. Feladata a szövetkezet jogszerű és a tagok érdekei szerinti, biztonságos működtetése.
Az Igazgatóság tevékenységének jogszerűségét a legalább háromtagú Felügyelőbizottság ellenőrzi. Az alapító oktatási intézmény és fenntartója képviselőinek kötelező két helyet biztosítani. Ezzel garantált a tevékenység oktatáshoz kötöttsége, és a más gazdasági formáknál intenzívebb felügyelet.

## A tagság
Taggá válni a szövetkezetbe való belépéssel lehet. A szövetkezetbe való belépést, kilépést és kizárást a Szöv. tv. és a szövetkezet alapszabálya határozza meg. A legtöbb iskolaszövetkezetben a részjegy-vásárláson és a nappali tagozatos jogviszony fennállásán kívül a belépésnek nincs más feltétele. Nem utasítható el annak felvétele, aki e feltételeknek megfelel. Minden szövetkezeti tagnak azonos a tulajdoni hányada. A részjegy ezt a tulajdonjogot testesíti meg, és jogosít a tagi jogok gyakorlására. A tag saját elhatározásból bármikor kiléphet, ekkor a szövetkezet visszavásárolja a részjegyet. Tagot kizárni csak nagyon szigorú feltételekkel lehet (részletek a Szöv. tv.-ben).

## Munkavállalás a szövetkezetben
Az iskolaszövetkezeti munkavégzéshez az szükséges, hogy a munkavállaló egyidejűleg legyen nappali tagozatos diák és az iskolaszövetkezet tagja. A felsőoktatásban tanulók esetében ehhez már az sem kell, hogy a félévük aktív státuszú legyen. 2015. június 19-től passzív féléves hallgatók is dolgozhatnak a diákszövetkezeteknél, amennyiben még nem töltötték be 25. életévüket. Esti és levelezős képzést folytató tanulók/hallgatók viszont továbbra sem vállalhatnak diákmunkát. Az iskolaszövetkezet a munkavégzést köteles minden szempontból megszervezni és felügyelni: a tagsági megállapodás, a munkavégzés egészségre nem ártalmas és veszélytelen körülményeinek biztosítása, a jogszabályok betartása, és a bér kifizetése is a szövetkezet feladata.

## Változások a szabályozásban
Az iskolaszövetkezetek működését korábban (2016 szeptemberét megelőzően) a 2012 évi I. törvény (a munka törvénykönyve 223-226. §) szabályozta. 2016. szeptember 1-jei hatállyal került át és módosult a diákszövetkezetek működését koordináló fejezet a szövetkezeti szabályozásba (2006 évi X. törvény a szövetkezetekről 7–13. §). Azokban a kérdésekben, amelyekről a szövetkezeti törvény nem rendelkezik, a munka törvénykönyve az irányadó. A legfontosabb változások a következők:
- „Az iskolaszövetkezet és a tagja közötti gazdasági együttműködést, a személyes közreműködés módját – az alapszabály keretei között – a tagsági megállapodásban kell meghatározni.” A munkaszerződést a tagsági megállapodás váltotta fel, amelyben rögzíteni kell a szolgáltatás fogadóját (a cég nevét, ahol a diák dolgozni fog), a teljesítendő feladatot (munkaköri leírás), a tag díját (amely a legtöbb esetben órabért jelent), illetve a feladat elvégzésének helyszínét és időtartamát.
- A pihenőidőt és szabadságot illetően is rögzítésre kerültek az előírások. Ha a diák két egymást követő napon dolgozik, a munka befejezése és a következő napi munka megkezdése között legalább 11 órának szükséges eltelnie. Az Mt. szabadságra vonatkozó rendelkezéseit az iskolaszövetkezet személyes közreműködést teljesítő, nappali tagozatos tanulói vagy hallgatói jogviszonyban nem álló tagja esetében kell alkalmazni, azzal az eltéréssel, hogy munkában töltött időnek a külső szolgáltatás keretében végzett feladatteljesítés időtartama minősül, amelynek keretében minden tizenhárom feladatteljesítéssel töltött nap után egy nap szabadság jár..[3]
- Az iskolaszövetkezet nettó éves árbevételének legalább 85%-át a tagok között személyes közreműködésük arányában kell felosztani, tehát munkabér formájában kapják meg. (13/A. §) Ez a kitétel, bár csak 2016-ban került rögzítésre, korábban is megfigyelhető volt a gyakorlatban.
- A diákszövetkezet nyereségének legalább 10%-át közösségi alapba kell fektetnie és oktatási, képzési célra felhasználnia.

## A munkavégzés alapszabályai
- Munkát vállalni 15 éves kortól szülői engedéllyel és iskolai tanszünetben, 16 éves kortól engedéllyel, bármikor lehet.
- 18 éves kor alatt tilos az éjszakai munkavégzés (este 22:00 és reggel 6:00 között) és a túlóra.
- A minimálbért a diákoknak is meg kell kapniuk (2021-ben bruttó 963 Ft/óra).[4]

## TB járulékfizetési mentesség
Az iskolaszövetkezetben tagként munkát végző nappali tagozatos diákokat és az ő foglalkoztatásuk után az iskolaszövetkezetet nem terheli a társadalombiztosítási járulékfizetési kötelezettség.

## Személyi jövedelemadó kedvezmény
2022. január 1-től a 25 év alatti fiataloknak  nem kell személyi jövedelemadót fizetniük (meghatározott mértékig) az összevont adóalapba tartozó, a törvényben meghatározott jövedelmeik után.
A kedvezmény alkalmazásával ezeknek a fiataloknak a bruttó bére egyben a nettó bér is.

## Cégek számára végzett tevékenysége
A cégek számára végzett tevékenysége, hogy időszakosan vagy alkalmanként felmerülő feladatokat átvállal tőlük, és ezeket a tagok munkavégzésével teljesíti. A cégek azért veszik igénybe, mert kevés adminisztrációval olcsón és rugalmasan jutnak alkalmi munkaerőhöz.